# William Kraushaar
William Lester Kraushaar, gesprochen Krahschar, (* 1. April 1920 in Newark, USA; † 21. März 2008 in Gorham, Maine, USA) war ein US-amerikanischer Astrophysiker. Er war auf dem Gebiet der Beobachtenden Astrophysik tätig, war ein Pionier der Gammaastronomie und entwickelte zusammen mit George W. Clark Explorer 11 (1961) und Orbiting Solar Observatory 3 (1967).
Kraushaar studierte am Lafayette College und promovierte in 1949 an der Cornell University in Physik. Anschließend wechselte er ans Massachusetts Institute of Technology, wo er 1951 zuerst Assistent Professor und 1963 Professor wurde. Hier arbeitete er zusammen mit George W. Clark an einem Röntgenstrahlen-Messgerät für Explorer 11. Damit und mit dem Nachfolger OSO 3 wurden Gammastrahlquellen untersucht. 1965 wechselte er an die University of Wisconsin, wo er bis zu seiner Emeritierung blieb. 1993 war er mit Dan McCammon für ein Röntgen-Spektrometer an Bord eines Space-Shuttles verantwortlich, mit dem die Sternentstehung in Gaswolken untersucht werden sollte.
1953 wurde er Fellow der American Physical Society. 1960 wurde er in die American Academy of Arts and Sciences gewählt. 1973 wurde er zum Mitglied der National Academy of Sciences gewählt.
Kraushaar starb an den Folgen von Parkinson.